# Umgangssprache
Die Umgangssprache, auch Alltagssprache, Normalsprache oder Gebrauchssprache, ist – im Gegensatz zur Standardsprache und auch zur Fachsprache – die Sprache, die im täglichen Umgang benutzt wird, aber keinem spezifischen Soziolekt entspricht. Ein Dialekt kann als Umgangssprache betrachtet werden, oder diese nimmt eine Zwischenstellung zwischen Dialekt und Standardsprache ein. Der Begriff ist nur unscharf zu den Begriffen Gemeinsprache und Gebrauchssprache abgrenzbar. In Bezug auf bestimmte Situationen stellen Verkehrssprachen die Umgangssprache dar.
Der Begriff Umgangssprache hat auch die Bedeutung „nachlässige, saloppe bis derbe Ausdrucksweise“. Dabei wird vor allem nach Sprachstil unterschieden und die Umgangssprache in Gegensatz zu einer gepflegten Ausdrucksweise gesetzt. Es wird hingegen nicht berücksichtigt, ob die Ausdrucksweise einem spezifischen Soziolekt entspricht oder nicht. Kennzeichen der Umgangssprache in dieser Bedeutung sind Kolloquialismen.
Die Umgangssprache im ersten Sinn wird geprägt durch regionale und soziale Gegebenheiten wie den Bildungsstand und das soziale Milieu der Sprechenden oder die Situation. Mitunter werden umgangssprachliche Ausdrucksformen auch synonym als „volksmundlich“ (in der Bedeutung von „Volksmund“) bezeichnet.
Die Umgangssprache wird im deutschen Kontext manchmal als „Pufferzone“ zwischen Standardhochdeutsch und Nichtstandarddeutsch angesehen. Ulrich Ammon stellt fest, dass der Begriff umgangssprachlich auf zwei Arten verstanden werden kann: als Ausdruck für die sprachlichen Einheiten der Umgangssprachenorm (d. h. eine bestimmte Stilschicht der Standardsprache) oder als Begriff für Substandardformen. Peter Trudgill ist der Meinung, dass die Standard-Sprachpraxis sowohl formale als auch umgangssprachliche Elemente umfassen kann und dass informelle Mittel nicht notwendigerweise Nonstandardgebrauch anzeigen.
Ein Sprachatlas zeigt die regionalen Unterschiede und deren Verteilung. Ein neuer regionaler Sprachatlas entsteht in langjähriger Arbeit als "Atlas  zur  deutschen  Alltagssprache".

## Allgemeines
Der Begriff „Umgangssprache“ wurde zu Beginn des 19. Jahrhunderts von Joachim Heinrich Campe in die deutsche Philologie eingeführt.
Im deutschen Sprachraum gibt es keine Standardvarietät, die als Umgangssprache dient. Die lang andauernde historische Vielfalt regionaler Herrschaftsverhältnisse hat ihre Spuren in einem stark heterogenen (nicht standardisierten) umgangssprachlichen Sprechverhalten hinterlassen.
Weder ist die Standardsprache verbindlich festgelegt noch sind umgangssprachliche Abweichungen hiervon verbindlich abgegrenzt. Es gibt keine staatlichen Institutionen der deutschsprachigen Länder, die dafür zuständig sein könnten. Zwar werden verschiedene Wörterbücher als Orientierung für die hochdeutsche Standardsprache (Standarddeutsch) verwendet – z. B. zu Grammatik, Aussprache und Stil –, aber das sind freiwillige Entscheidungen, deshalb kann nicht von einer verbindlichen Norm in der Standardsprache gegenüber einer fehlenden Norm in der Umgangssprache gesprochen werden.
Einzig der Bereich Rechtschreibung bildet eine Ausnahme, weil zumindest für den Gebrauch in Schulen und Behörden seit dem späten 19. Jahrhundert verbindliche Regelwerke existieren, seit der Orthographischen Konferenz von 1901 sogar weitestgehend einheitlich im deutschen Sprachraum. Außerhalb von Schulen und Behörden richten sich zwar viele ebenfalls nach diesen Regelwerken, z. B. Nachrichtenagenturen und Medienunternehmen wie Verlage, aber das sind wieder freiwillige Entscheidungen.
Auch die nicht standardisierte Umgangssprache unterliegt einer gewissen Einheitlichkeit, die dadurch entsteht, dass sich ihre Sprecher an anderen Sprechern orientieren und sich anpassen. Im Unterschied zur hochdeutschen Standardsprache, bei der die schriftliche Orientierung meist an Wörterbüchern erfolgt, ist die vereinheitlichende Orientierung der verschriftlichten Umgangssprache diffus, wechselhaft und oft nicht eindeutig zu ermitteln. Diese Unschärfe ist jedoch gleichzeitig die Quelle für ihren lebendigen Wortreichtum, der besonders für die Fortentwicklung der Standardsprache wichtig ist.
In der öffentlichen Wahrnehmung nimmt man öfter eine für die Sprachentwicklung als charismatisch geltende Sprachform als Ausgangsmaterial für die späteren Standard- und Umgangssprachen an. In Deutschland wird dies der Bibelübersetzung Martin Luthers nachgesagt, in Großbritannien dem Englisch des Königshauses, in Frankreich der Umgangssprache der Region von Paris, in Russland dem Werk des Nationaldichters Alexander Sergejewitsch Puschkin.
In der Philosophie gilt nach einem Ausspruch von Karl-Otto Apel die Umgangssprache als „letzte Metasprache“ und als solche notwendig für die Metakommunikation, weil man ihr den geringsten Abstand zum individuellen Bewusstsein (im Sinne einer lingua mentis) unterstellt.

## Abgrenzungen
Die Umgangssprache unterscheidet sich von der gehobenen Sprache, von öffentlicher Rede, Drama, Gedicht, aber auch dem Lexikonartikel sowie der Zwischenschicht von populärer gehobener Umgangssprache (Essay, Zeitungsartikel, Bildungssprache Rundfunk- oder Fernsehsprache beziehungsweise „Fernsehdeutsch“). Dabei gilt das Primat der gesprochenen Sprache, d. h., Neubildungen und Feststellen der Korrektheit finden zunächst in konkreten Sprechsituationen Akzeptanz, die Verschriftlichung erfolgt im Allgemeinen mit einem gewissen Abstand.

### Fachsprache
Diskrepanzen zwischen der Umgangssprache und Fachsprachen sind nicht einheitlich. Sie sind vielmehr situations- und kontextabhängig. Es gibt unzweideutige, klar definierte Unterschiede wegen unterschiedlicher Werte zwischen bestimmten Berufsgruppenangehörigen und Laien; das Auseinanderklaffen heißt abwertend auch déformation professionnelle (etwa: „Fachidiotie“). Beispielsweise ist ein medizinischer Befund für die Fachperson „negativ“, wenn er eine bestimmte Diagnose ausschließt, der Laie hört aber die umgangssprachliche Bedeutung von „negativ“ (= schlecht, unerwünscht) und vermutet, dass eine Erkrankung festgestellt wurde.

### Standardsprache
Der Prozess der Bildung, Fortentwicklung und Pflege einer Standardsprache beruht heutzutage in vielen Ländern auf einer ständigen Beobachtung der lebendigen Umgangssprache durch kulturelle Institutionen. Diese haben sich der Aufgabe selbst verschrieben, z. B. der Dudenverlag, oder sind staatlicherseits beauftragt, z. B. Kulturinstitute wie die Académie française oder die Accademia della Crusca. Für das Englische fehlt eine vergleichbare Einrichtung, abgesehen von einer gewissen Autorität der Ausdrucksweisen des britischen Königshauses oder von Absolventen der namhaften Universitäten.
Je nach nationaler Geschichte entwickelten sich Schrift- und Standardsprache in den modernen Staaten höchst verschieden. Dementsprechend unterscheiden sich auch die Bewertung des Stellenwerts der Umgangssprache und der Einfluss der für die Gestaltung der Standardsprache zuständigen Institutionen.

### Regionalsprachen, Dialekte und Mundarten
Die gesteigerte Mobilität und die Massenmedien schmälern die Zahl der Sprecher von  Mundarten und Dialekte kontinuierlich. Zugleich nimmt der Regionalcharakter umgangssprachlicher Elemente ab, d. h., die Umgangssprache wird standardisiert.

## Umgangssprache und ständiger Sprachwandel
Höhere Mobilität, Fremdenverkehr, Massenmedien, EDV, U-Musik und anderes beschleunigen heute die alltägliche Sprachentwicklung. Andererseits „verlangsamen“ normierende Wirkungen des Fernsehens und aufgelockerte Dialektgrenzen den Wandel auch etwas.
Ohnehin lehnt sich die formelle Beschreibung einer Sprache an die Umgangssprache an. Die Standardsprache nimmt Elemente aus der Umgangssprache auf und verändert ihren Sprachgebrauch gegebenenfalls mit ihr, meist mit einer gewissen Verzögerung und nur zu einem geringen Teil. Anhand der lexischen Unterschiede zwischen beiden Sprachformen lassen sich oft Regeln der Entstehung von Wörtern gut beobachten, zum Beispiel wenn aus dem deutschen Wort „Lokomotive“ auch in der Schriftsprache allmählich das Wort „Lok“ wird. Dies ist zugleich ein Beispiel dafür, dass diese Art des Sprachwandels die Sprache unsystematischer machen kann, denn aussprachegerecht wäre die Schreibung „Lock“ naheliegender.
Stets prägen insbesondere Jugendsprache und andere Szenesprachen die Umgangssprache der folgenden Generation – wesentlich mehr als die auf speziellere Gruppen beschränkte etwa Soldatensprache, Gefängnissprache, Studentensprache, Bergmannssprache, Jägersprache, Fachsprachen usw. Die Umgangssprache erneuert sich also immer wieder u. a. aus den Soziolekten und spiegelt dabei die kulturelle Bedeutung wider, die die Sprechergemeinschaft insgesamt den entsprechenden Gruppen zubilligt.

## Abgekürzte Bezeichnung
Für Umgangssprache und für umgangssprachlich findet gelegentlich die Abkürzung UG, für umgangssprachlich häufig ugs. Verwendung.